# Skały terygeniczne
Skała terygeniczna – skała osadowa, której składniki są pochodzenia lądowego i zostały przeniesione poza obszar tworzenia (są allochtoniczne). Skała terygeniczna może się tworzyć na lądzie (na pustyni, w rzece, jeziorze) lub w morzu, przeważnie skały terygeniczne powstają w morzach, gdyż tam są większe szanse na ich zachowanie.